# 동 (행정 구역)
동(洞)은 한국의 도시지역의 행정구역이다.

## 대한민국의 동
그냥 동이라고 하면 행정동을 말한다. 법정동과 구별하고 있으며, 원칙적으로는 모든 행정동에 행정복지센터가 있다. 그러나 재건축이나 재개발에 의해 주민이 없거나 아예 없어지면 일시적으로 이웃한 행정복지센터에서 업무를 보기도 한다.
법정동 안에 여러 개의 행정동이 설치되기도 하며(예: 서울 강서구 등촌동은 행정동 등촌1~3동으로 나뉜다), 행정동 하나가 법정동 여러 개를 포함하는 경우도 있다(예: 행정동인 경기 시흥시 대야동은 법정동인 대야동과 계수동을 아우른다). 행정동 하나가 하나의 법정동의 일부와 또다른 법정동의 일부를 함께 관할하는 경우도 있다.(예: 행정동인 서울 강남구 신사동은 법정동 압구정동의 서쪽 ⁠1/3⁠과 법정동 신사동의 서쪽 ⁠1/3⁠을 포함한다.)
1990년대 이전에는 일부 읍 면의 하위 행정구역으로 법정리와 동등한 동을 두기도 하였다. (예: 경상북도 칠곡군 가산면 다부'동')

### 기원
행정동의 기원은 일제강점기의 정회(町會)에 두고 있다. 정회는 정(町), 정목(丁目)을 단위로 하여 설치된 부(府)의 말단협력 보조기관으로서 예컨대 당시 경성부에는 280여 개의 정회가 있었다. 이 정회 제도는 일제강점기 말기에 생긴 것으로서 군정기에도 그대로 유지되었다. 정(町)을 동(洞)으로, 통(通)을 로(路)로, 정목(丁目)을 가(街)로 환원했다. 행정 구역 동은 초기에 법정동과 행정동을 구분하지 않았다. 법정동이 곧 행정 구역 단위였다. 그러나 세분화된 동은 행정력 낭비로 이어졌고, 이를 개선하기 위하여 여러 법정동을 묶을 필요가 생겨났다. 그리하여 기존 동과 구별되는 명칭으로 동회(洞會)를 사용하였다(예: 1965년 대구 중구에서는 시내 번화가의 38개 (법정)동을 동성동회, 남성동회, 종로동회, 북성동회, 서성동회로 나누었다). 반면 넓은 동을 나누어야 하는 경우도 발생하였고 이 경우에는 동구(洞區)를 사용하였다(예: 1965년 대구 서구에서는 내당동을 내당동1구, 내당동2구, 내당동3구, 내당동4구로 나누었다). 이렇게 행정동이 생겨났다. 1960년대 후반 동회는 모두 동으로 명칭 일원화가 이루어졌다.

## 조선민주주의인민공화국의 동
도시지역에 두는 행정구역이다. 도시형 행정구역이 아닌 구 에도 동이 있다.

## 같이 보기
- 법정동